# Плешково (Зональний район)
Плешко́во (рос. Плешково) — село у складі Зонального району Алтайського краю, Росія. Адміністративний центр Плешковської сільської ради.

## Населення
Населення — 1268 осіб (2010; 1332 у 2002).
Національний склад (станом на 2002 рік):
- росіяни — 91 %